# West Elkton (Ohio)
West Elkton es una villa ubicada en el condado de Preble en el estado estadounidense de Ohio. En el Censo de 2010 tenía una población de 197 habitantes y una densidad poblacional de 130,47 personas por km².

## Geografía
West Elkton se encuentra ubicada en las coordenadas 39°35′17″N 84°33′35″O / 39.58806, -84.55972. Según la Oficina del Censo de los Estados Unidos, West Elkton tiene una superficie total de 1.51 km², de la cual 1.51 km² corresponden a tierra firme y (0%) 0 km² es agua.

## Demografía
Según el censo de 2010, había 197 personas residiendo en West Elkton. La densidad de población era de 130,47 hab./km². De los 197 habitantes, West Elkton estaba compuesto por el 96.95% blancos, el 0.51% eran afroamericanos, el 0% eran amerindios, el 1.52% eran asiáticos, el 0% eran isleños del Pacífico, el 0.51% eran de otras razas y el 0.51% pertenecían a dos o más razas. Del total de la población el 0.51% eran hispanos o latinos de cualquier raza.